# خمیده‌شاخی‌ها
خمیده‌شاخی‌ها (نام علمی: Kyptoceratini) نام یک تبار از تیره پیشین‌شاخان است.